# Canal de Strömsholm
Le canal de Strömsholm (en suédois Strömsholms kanal) est un canal dans le comté de Västmanland en Suède, facilitant la navigation entre Smedjebacken sur le lac Barken et Borgåsund sur le lac Mälar. Il suit en grande partie le cours de la rivière Kolbäcksån, sur une longueur totale de 107 km dont 95 km sur des plans d'eau naturels et 12 km creusés. 26 écluses permettent de compenser les 99 m de dénivelée.

## Histoire

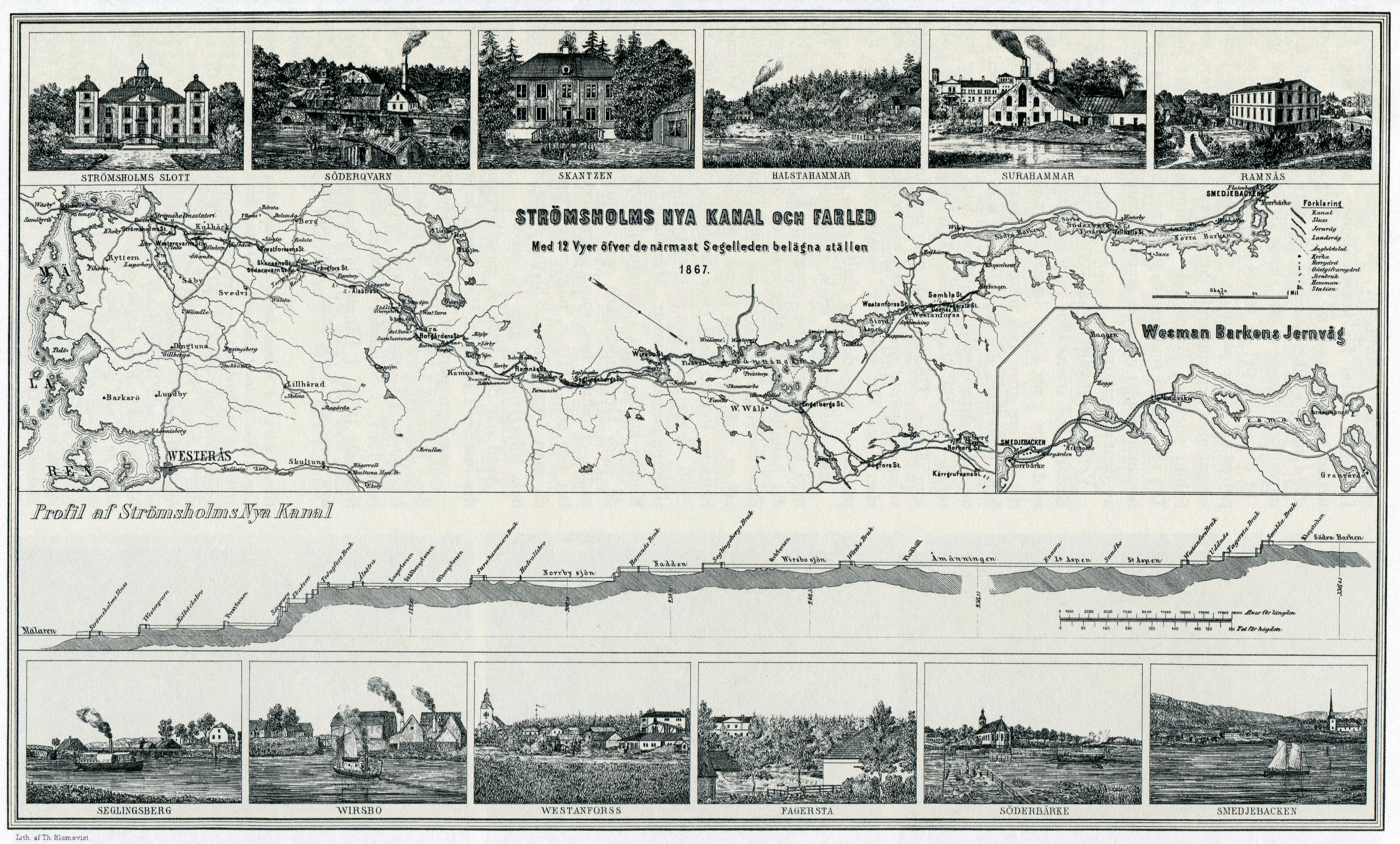
Carte du canal en 1867.

La rivière Kolbäcksån et les nombreux lacs qui la ponctuent ont de tout temps été une voie de navigation importante, en particulier avec le développement important de l'industrie minière et métallurgique dans cette région au cœur du Bergslagen. Cependant, le transport était très dépendant des saisons et des conditions climatiques. En 1765, Johan Ulfström suggère au Bergskollegium, l'institution gouvernementale chargée de la régulation et de la promotion de l'industrie métallurgique en Suède, la création d'un canal. Johan avait déjà été responsable de travaux sur d'autres projets, tels que le canal de Hjälmare, et le Bergskollegium le nomme donc en 1774 responsable de la construction. Il publie en 1776 son projet et l'année suivante, les travaux commencent. La construction prend du retard à cause de problèmes techniques, mais aussi financiers, en particulier à cause de la guerre russo-suédoise de 1788-1790, et le canal est finalement inauguré en 1795.
Le canal devient rapidement une voie de communication majeure pour les marchandises et en particulier le fer, avec une quarantaine de navires en trafic dès 1800. Les bateaux mesurent typiquement 15 m de long pour 4 à 5 m de large, transportant un  maximum d'une vingtaine de tonnes de fer forgé. Le canal est ainsi non seulement plus rapide mais aussi beaucoup plus économique que la voie terrestre. Cependant, l'économie de la société gérant le canal est assez mauvaise, les prêts tardant à être remboursés et l'entretien du canal étant souvent négligé. En 1833, une grande rénovation est proposée, mais il faut attendre 1842 avant le début des travaux. Environ 300 personnes travaillent sur le canal, dont la moitié est du personnel de l'armée. Durant les travaux, le canal reste en service, et il faut donc 18 ans pour la complétion des rénovations. Le canal est à nouveau inauguré en 1860.
Le nouveau canal dispose de nombreuses améliorations, dont en particulier des ponts levants tout le long du parcours et des dimensions sensiblement supérieures. Les bateaux peuvent maintenant transporter 70 tonnes, et le trafic augmente, y compris en termes de transport de passagers, avec 6 à 7 000 passagers par an. Le canal est toujours fermé chaque hiver, mais la fermeture est retardée autant que possible.
Le déclin de l'industrie ainsi que l'amélioration du transport terrestre à la fin du XIXe siècle et au début du XXe siècle menacent la survie du canal. La nécessité d'une nouvelle rénovation se fait criante, et les frais estimés dépassent la quantité d'argent disponible de la société, mais les communes des environs décident tout de même de financer le projet. Les travaux s'étalent entre 1962 et 1970. Le canal est finalement protégé comme Byggnadsminne en 1990. De nos jours, le canal a uniquement une vocation touristique.

## Référence
- (sv) « Historia », sur Strömsholms kanal